# Hypsugo macrotis
Hypsugo macrotis és una espècie de ratpenat que viu a Brunei, Indonèsia i Malàisia.